# Barainiya
Barainiya (nep. बरैनिया) – gaun wikas samiti w środkowej części Nepalu w strefie Narajani w dystrykcie Bara. Według nepalskiego spisu powszechnego z 2001 roku liczył on 738 gospodarstw domowych i 3973 mieszkańców (1858 kobiet i 2115 mężczyzn).